# Lanice wollebaeki
Lanice wollebaeki är en ringmaskart som beskrevs av Maurice Caullery 1944. Lanice wollebaeki ingår i släktet Lanice och familjen Terebellidae. Inga underarter finns listade i Catalogue of Life.